# Chiesa dei Santi Jacopo e Filippo a Lecceto
La chiesa dei Santi Jacopo e Filippo è un luogo di culto cattolico che si trova a nord del centro abitato di Malmantile, nel comune di Lastra a Signa, in provincia di Firenze, all'interno del complesso dell'eremo di Lecceto.

## Storia e descrizione
Il convento domenicano fu fondato nel 1473 con il sostegno di Filippo Strozzi, come luogo di riposo e meditazione per i domenicani di San Marco di Firenze; attualmente il complesso è sede della casa di spiritualità Cardinal Elia Dalla Costa, gestita dai padri sacramentini.
La chiesa è un perfetto esempio di architettura tardo quattrocentesca, con un'armoniosa tribuna alla quale si accede da un arco in pietra serena. Le soppressioni hanno comportato la spoliazione dei dipinti che decoravano gli altari; perdute anche le panche del coro finemente intarsiate.
Rimane il paliotto affrescato con Cristo in pietà di Bernardo di Stefano Rosselli.
Sull'altare si trova una tavola con la Madonna col Bambino dipinta da Neri di Bicci su una preesistente opera trecentesca, affiancata da laterali raffiguranti Santi del quattrocentesco Maestro di Marradi.
Sulla cantoria in controfacciata si trova l'organo a canne, costruito dalla ditta Michelotto nel 1996; a trasmissione elettrica, dispone di 25 registri  su due manuali e pedale, dei quali 15 reali per un totale di circa 1450 canne.

## Galleria d'immagini

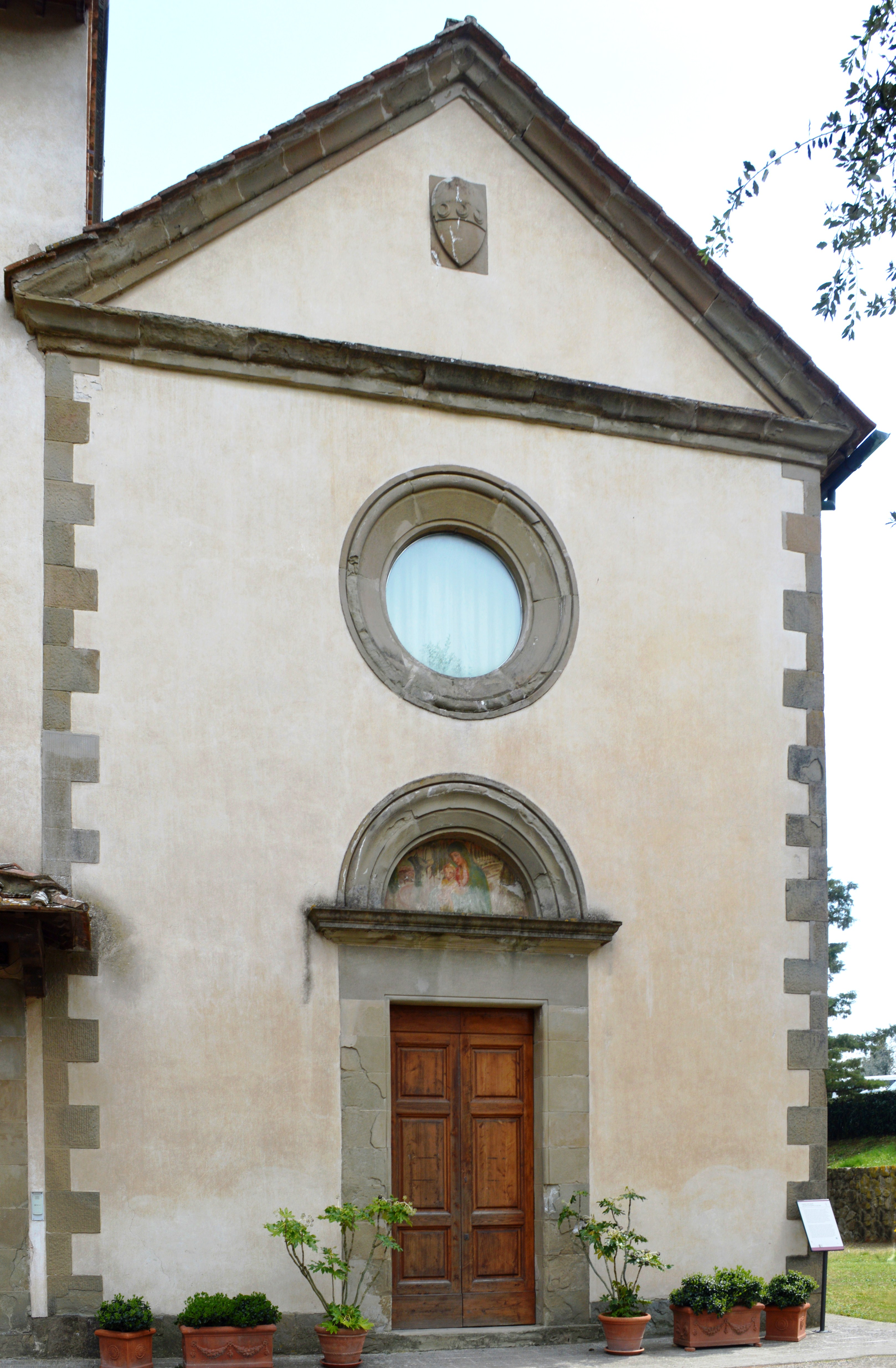
Facciata
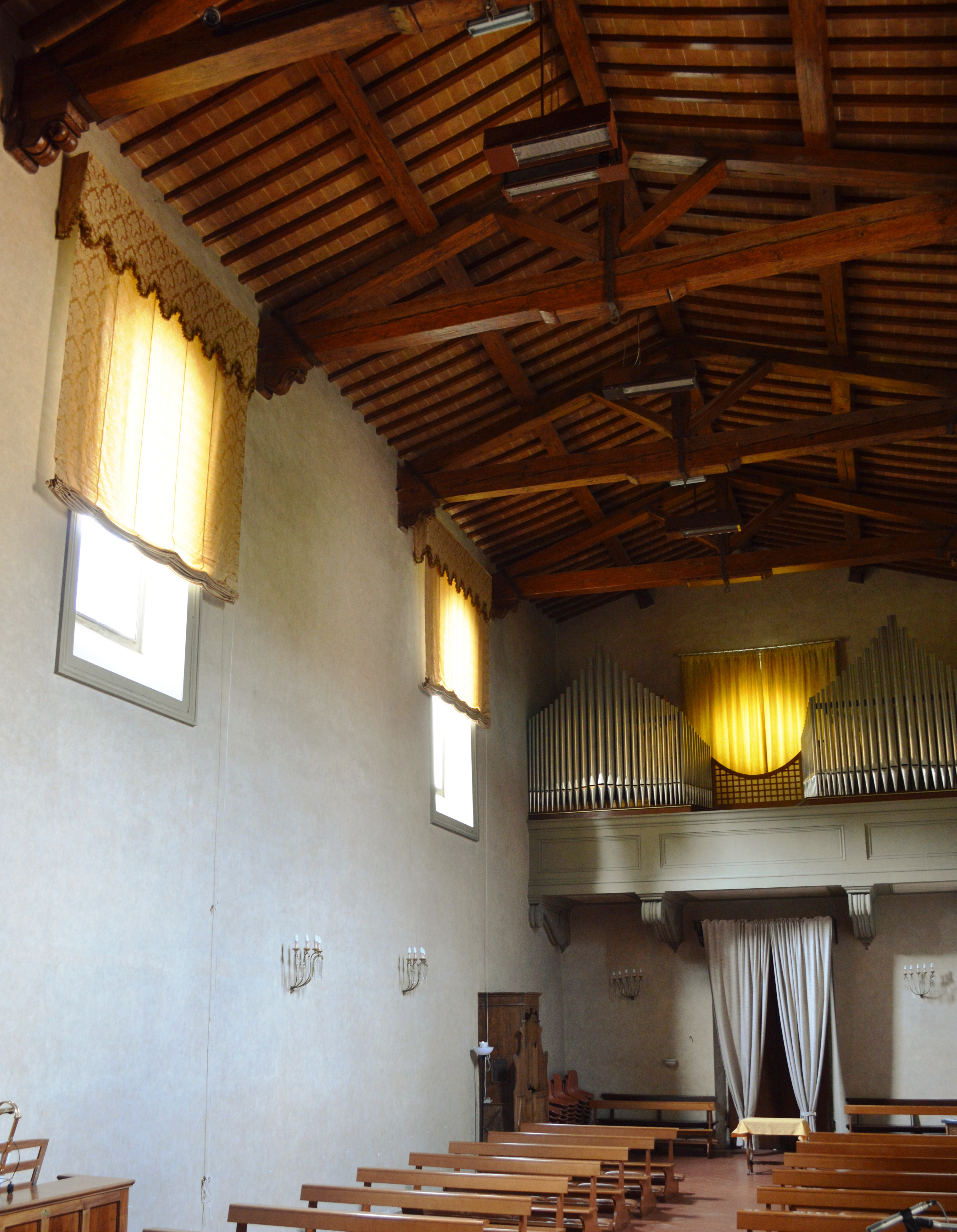
Interno verso la controfacciata
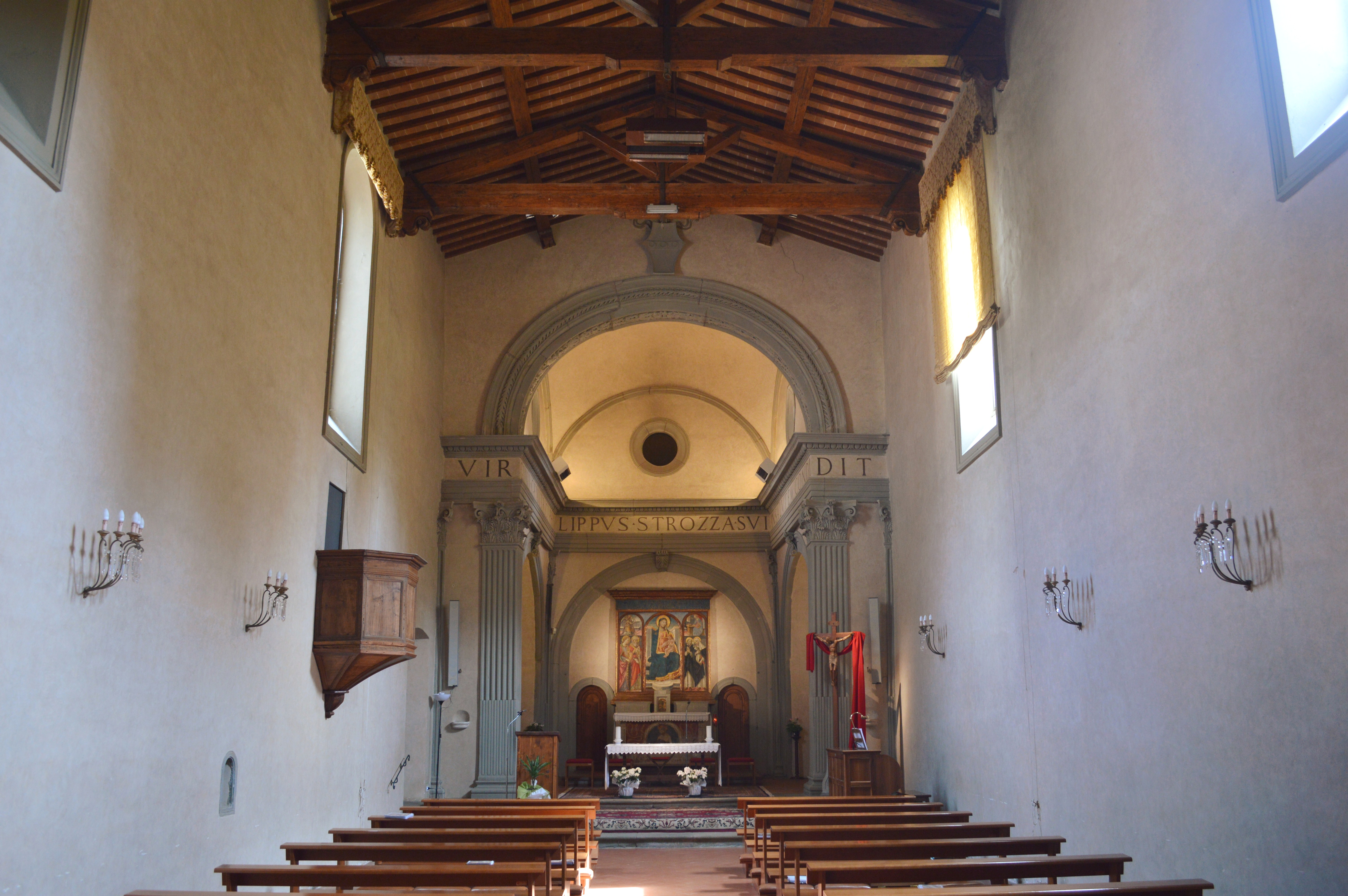
Interno verso l'abside
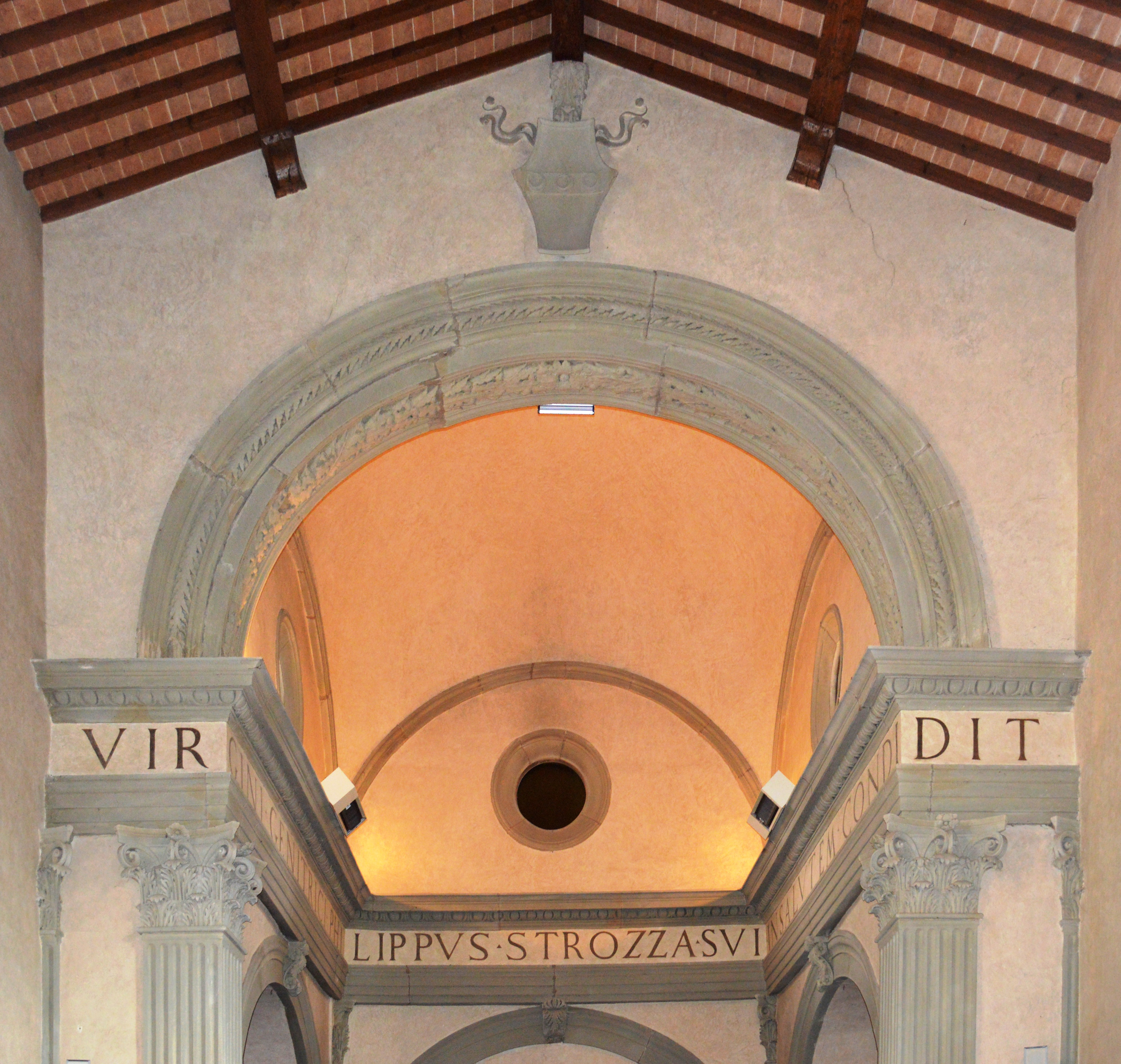
Volta dell'abside
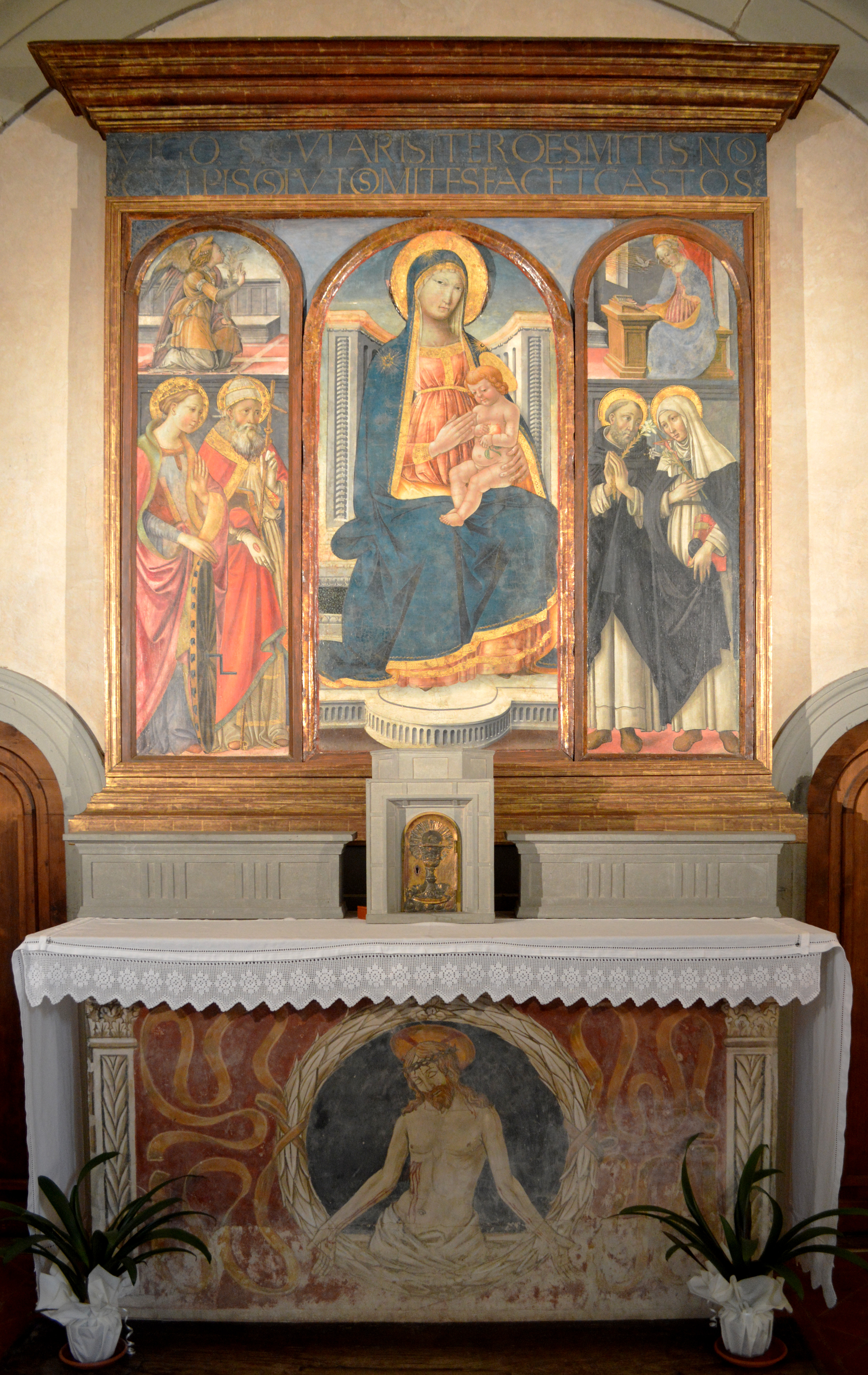
Altare e pala
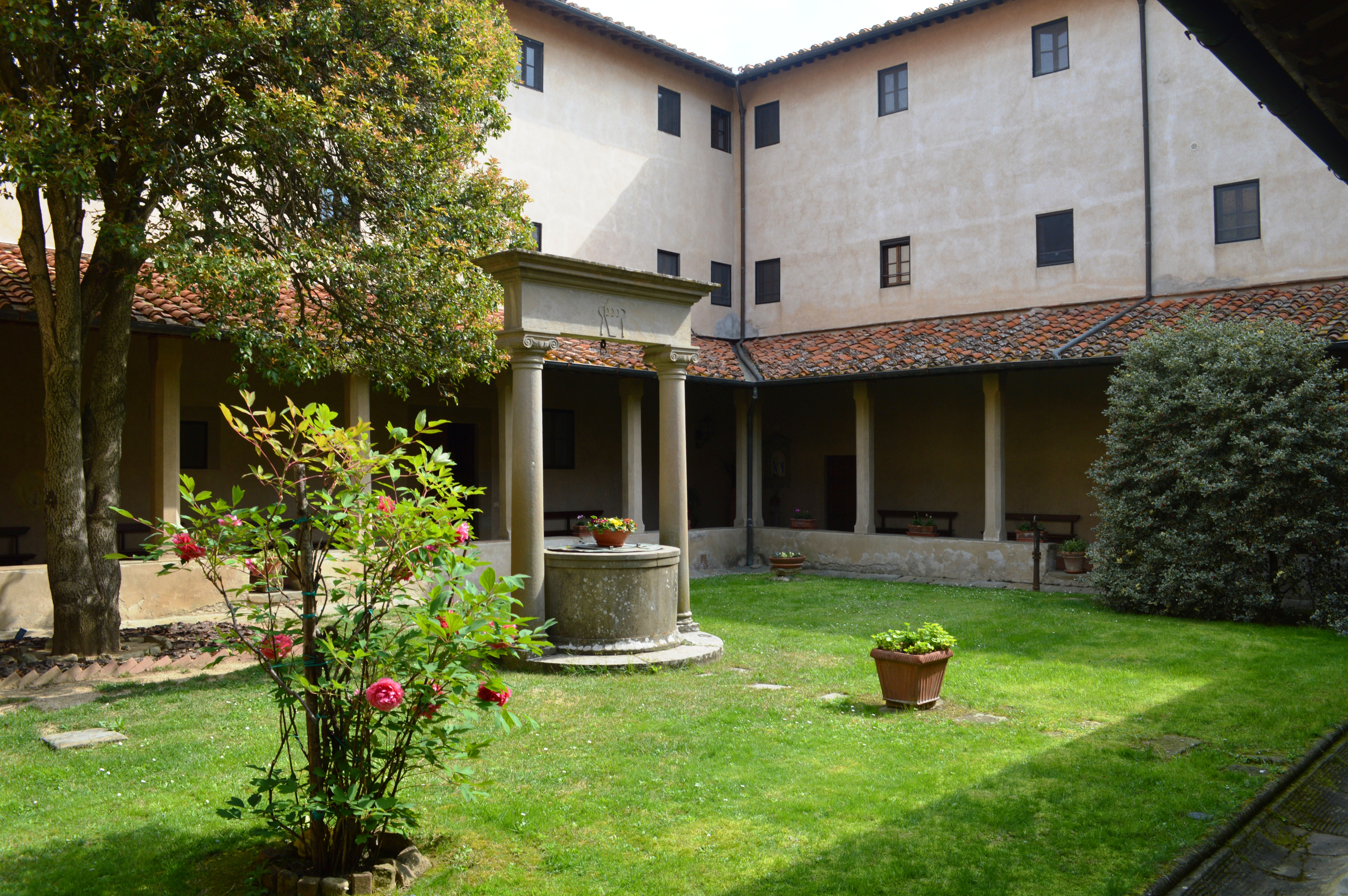
Il chiostro dell'eremo